# Diagoniceps monodi
Diagoniceps monodi är en kräftdjursart som beskrevs av Claude Chappuis och Kunz 1955. Diagoniceps monodi ingår i släktet Diagoniceps och familjen Tetragonicipitidae. Inga underarter finns listade i Catalogue of Life.